# Кшивінь
Кши́вінь (пол. Krzywiń) — місто в західній Польщі.

## Демографія
Демографічна структура станом на 31 березня 2011 року:
|          | Загалом | Допрацездатний вік | Працездатний вік | Постпрацездатний вік |
| -------- | ------- | ------------------ | ---------------- | -------------------- |
| Чоловіки | 769     | 176                | 535              | 58                   |
| Жінки    | 870     | 161                | 543              | 166                  |
| Разом    | 1639    | 337                | 1078             | 224                  |